# Dynamic Albedo of Neutrons

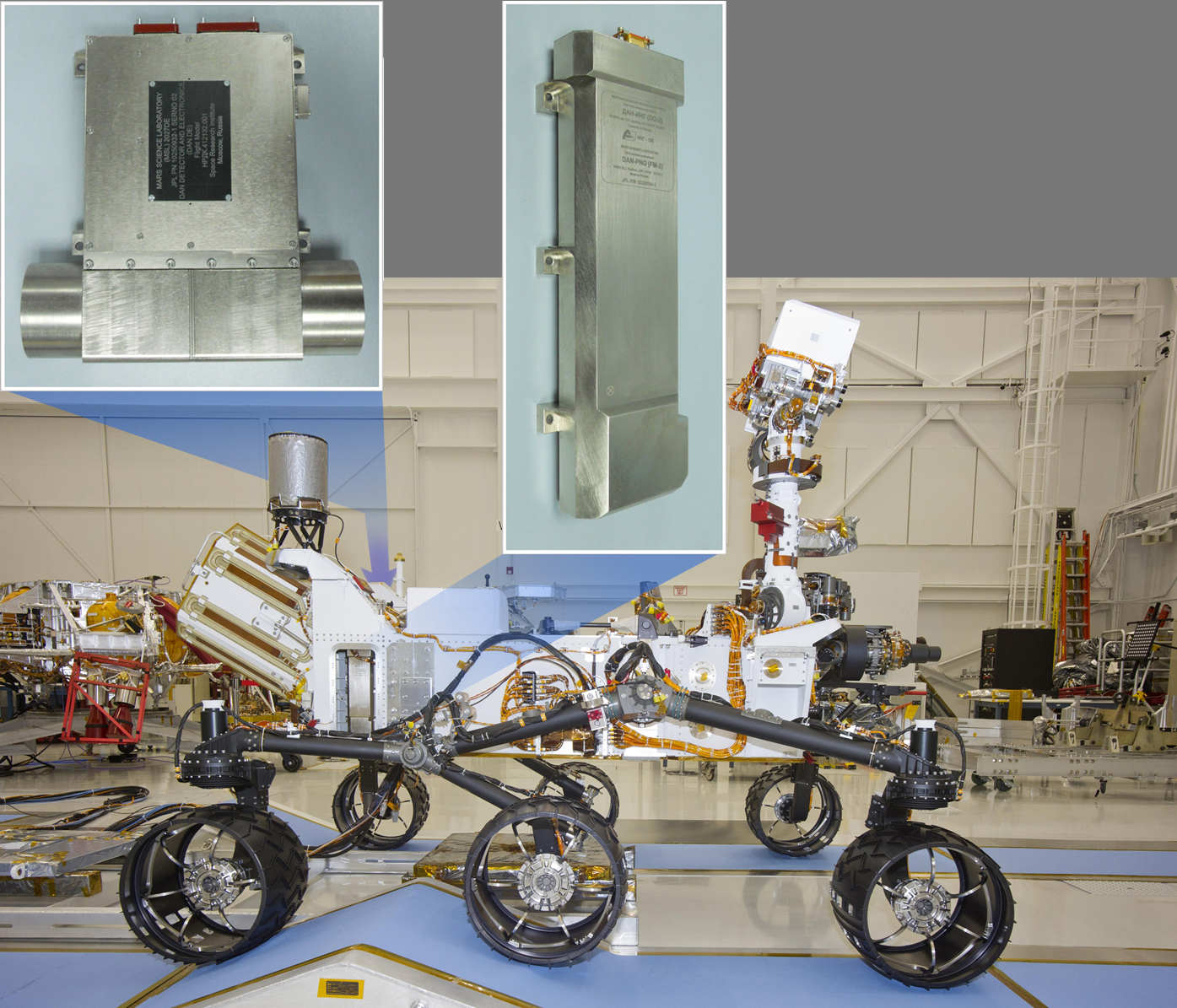
El DAM en el Curiosity

Dynamic Albedo of Neutrons (abreviado DAN) es un experimento montado en la misión espacial Curiosity. Es una fuente de neutrones de tubo sellado pulsado que se usa para medir hidrógeno o hielo y agua en o cerca de la superficie marciana. El DAN fue proporcionado por la Roscosmos, financiado por Rusia y está bajo el liderazgo del investigador principal Igor Mitrofanov.
El 18 de agosto de 2012 (sol 12), se activó DAN, que marcó el éxito de una colaboración ruso-estadounidense en la superficie de Marte y el primer instrumento científico ruso en funcionamiento en la superficie marciana desde que Mars 3 dejó de transmitir hacia más de cuarenta años. El instrumento está diseñado para detectar agua subsuperficial.